# Крефельд
Крефельд (нім. Krefeld, до 1929 року нім. Crefeld) — місто в Німеччині, земельного підпорядкування, розташоване у землі Північний Рейн — Вестфалія. Підпорядковане адміністративному округу Дюссельдорф. Розташоване на північний захід від міста Дюссельдорф та за декілька кілометрів від річки Рейн. Вперше місто згадується у 1105 році під назвою Krinvelde.
Населення 236,3 тис. чоловік (станом на 2009 рік); у 2000 році — 241,8 тисяч. Займає площу 137,68 км. Офіційний код — 05 1 14 000.
Місто складається з 9 міських районів. У місті працює завод DUEWAG. Штаб-квартира компанії Fressnapf, що володіє мережею магазинів для тварин, розташована у місті.

## Визначні місця
- Замок Бург Лінн
- Гюльзер Берг — улюблене місце відпочинку жителів Крефельда та околиць. Пагор льодовикового походження.

## Культура
- У Крефельді була заснований гурт Blind Guardian, одна з найпопулярніших німецьких рок-гуртів.
- У місці народився та виріс художник-постмодерніст Йозеф Бойс.

## Міста-побратими
|            | Країна     |  | Місто         |  | Регіон                 | Дата |
| ---------- | ---------- |  | ------------- |  | ---------------------- | ---- |
| Нідерланди | Нідерланди |  | Венло         |  | Венло                  | 1964 |
| Англія     | Англія     |  | Лестер        |  | Лестершир              | 1969 |
| Франція    | Франція    |  | Дюнкерк       |  | Нор                    | 1974 |
| Нідерланди | Нідерланди |  | Лейден        |  | Південна Голландія     | 1974 |
| США        | США        |  | Шарлотт       |  | Північна Кароліна      | 1986 |
| Німеччина  | Німеччина  |  | Бесков        |  | Бранденбург            | 1990 |
| Росія      | Росія      |  | Ульяновськ    |  | Ульяновська область    | 1993 |
| Туреччина  | Туреччина  |  | Кайсері       |  | Кайсері                | 2009 |
| Україна    | Україна    |  | Кропивницький |  | Кіровоградська область | 2023 |

## Відомі особистості
У місті народидись:
- Шарлотта Ауербах (1899—1994) — британський генетик німецько-єврейського походження.
- Карола Баукгольт (* 1959) — німецька композиторка.
- Андреа Берг (* 1966) — німецька співачка.
- Бернгард Геннен (* 1966) — німецький письменник.

| Німеччина | Це незавершена стаття з географії Німеччини. Ви можете допомогти проєкту, виправивши або дописавши її. |